# Scherma ai IX Giochi panamericani
I Giochi Panamericani di scherma del 1983 si sono svolti a Caracas, in Venezuela ed hanno visto lo svolgimento di 8 gare, 6 maschili e 2 femminili.

## Podi

### Uomini
| Evento      | Oro                                                                                      | Argento                                                                              | Bronzo                                                                                    |
| Spada       |                                                                                          |                                                                                      |                                                                                           |
| Individuale | Agapito Nussa                                                                            | Jean-Marc Chouinard                                                                  | Timothy Glass                                                                             |
| A squadre   | Canada Jean-Marc Chouinard Daniel Perreault Jacques Cardyn Alain Côté Michel Dessureault | Stati Uniti Paul Pesthy Peter Schifrin Robert Nieman Timothy Glass Stephen Trevor    | Venezuela Florencio Marrero Ricardo Vitanza Francisco Castillo Carlos Agreda Wilmer Parra |
| Fioretto    |                                                                                          |                                                                                      |                                                                                           |
| Individuale | Efigenio Favier                                                                          | Rafael Magallanes                                                                    | Gregory Massialas                                                                         |
| A squadre   | Cuba Efigenio Favier Tulio Díaz Heriberto González Ángel Gracia                          | Stati Uniti Mark Smith Gregory Massialas Jack Tichacek Michael Marx                  | Venezuela Rafael Magallanes Moisés Requena Gustavo Olivarez Oswaldo Ortega                |
| Sciabola    |                                                                                          |                                                                                      |                                                                                           |
| Individuale | Peter Westbrook                                                                          | Manuel Ortiz                                                                         | Jean-Paul Banos                                                                           |
| A squadre   | Cuba Manuel Ortiz Jesús Ortiz José Laverdecia Jorge Trejo                                | Stati Uniti Peter Westbrook Phillip Reilly Stanley Lekach Edgar House Steve Mormando | Canada Jean-Paul Banos Jean-Marie Banos Marc Lavoie Claude Marcil Eli Sukunda             |

### Donne
| Evento      | Oro                                                                                           | Argento                                                                             | Bronzo                                                                                                |
| Fioretto    |                                                                                               |                                                                                     | |
| Individuale | Margarita Rodríguez                                                                           | Lourdes Lozano                                                                      | Clara Alfonso                                                                                         |
| A squadre   | Cuba Margarita Rodríguez María Esther García Mercedes del Risco Clara Alfonso Caridad Estrada | Stati Uniti Debra Waples Jana Angelakis Margo Miller Vincent Bradford Andrea Metkus | Argentina María Alicia Sinigaglia Sandra Giancola Silvana Giancola Constanza Oriani Gabriela Laperuta |

## Medagliere
| #      | Nazione     | Oro | Argento | Bronzo | Totale |
| ------ | ----------- | --- | ------- | ------ | ------ |
| 1      | Cuba        | 6   | 1       | 1      | 8      |
| 2      | Stati Uniti | 1   | 4       | 2      | 7      |
| 3      | Canada      | 1   | 1       | 2      | 4      |
| 4      | Venezuela   | 0   | 1       | 2      | 2      |
| 5      | Messico     | 0   | 1       | 0      | 1      |
| 6      | Argentina   | 0   | 0       | 1      | 1      |
| Totale | Totale      | 7   | 8       | 8      | 23     |